# Gastón Silva
Gastón Alexis Silva Perdomo (ur. 5 marca 1994 w Salto) – urugwajski piłkarz pochodzenia włoskiego występujący na pozycji środkowego lub lewego obrońcy w urugwajskim klubie CA Peñarol.
Wychowanek Defensoru Sporting. Znalazł się w kadrze reprezentacji Urugwaju na Copa América 2016 w miejsce kontuzjowanego Sebastiána Coatesa.